# بينام

بنزيل بنسيلين, بينام.

بينام (بالإنجليزية: Penam) يعد من مثبطات البيتالاكتاماز (B-lactam inhibitors) وهي تعرف بأنها مركبات فعالة تجاه البكتيريا التي تملك أنزيم بيتا لاكتاماز.

## الزمرة الدوائية
- تعتبر من مضادات الجراثيم.
- وهي من المضادات الحيوية تعرف بانها صاد حيوي من زمرة مثبطات البيتالاكتاماز.[2]